# School's Out
Albums de Alice Cooper
Killer
(1971) Billion Dollar Babies
(1973)
Singles
1. School's Out
Sortie : 26 avril 1972

School's Out est le cinquième album studio du groupe Alice Cooper, publié en 1972 sur le label Warner Bros. Records.

## Historique
School's Out fut enregistré début 1972 en partie à New York dans les Record Plant Studios et dans la maison d'Alice à Fairfield dans le Connecticut. Il fut produit par Bob Ezrin qui joue aussi des claviers sur certains titres.
Cet album est différent de ses prédécesseurs, hormis le titre qui donne son nom à l'album et Public Animal qui sonnent « hard rock », le reste des compositions est beaucoup plus complexe. Certaines font référence à la comédie musicale West Side Story (Gutter Cats Vs. The Jets, My Stars, Grand Finale), ou au jazz (Blue Turk) et comprennent des arrangements pour une section de cuivres et des claviers.
Le guitariste Dick Wagner joue pour la première fois sur un album d'Alice Cooper (solo de guitare dans My Stars), il en deviendra en 1975 après la séparation du Alice Cooper Group, le guitariste et un des compositeurs principaux. Dans les crédits de l'album, Alice Cooper remercie le romancier Gore Vidal.
Aux États-Unis cet album  se hissera à la deuxième place du Billboard 200 et sera certifié disque d'or peu après sa sortie et atteindra le disque de platine en 1990. L'unique single de l'album, School's Out, atteindra la 7e place du Billboard Hot 100 et sera le plus gros succès du groupe (avec Poison en 1989).
La pochette du vinyle original représentait un pupitre d'écolier, avec un pliage au dos permettant d’extraire un piétement et sur la face un rabat soulevant : dessous se trouvait le vinyle emballé dans une culotte de fille en papier. Sur la photo du groupe on aperçoit que quatre membres du groupe, mais en y regardant de plus près, le bassiste Dennis Dunaway est dans la poubelle et pointe une arme sur le photographe.

## Liste des titres
Face 1
| No | Titre                   | Auteur                                                               | Durée |
| -- | ----------------------- | -------------------------------------------------------------------- | ----- |
| 1. | School's Out            | Alice Cooper, Michael Bruce, Neal Smith, Dennis Dunaway, Glen Buxton | 3:34  |
| 2. | Luney Tune              | Alice Cooper, Dunaway                                                | 3:36  |
| 3. | Gutter Cat vs. the Jets | Buxton, Dunaway, Leonard Bernstein, Stephen Sondheim                 | 4:39  |
| 4. | Street Fight            | Alice Cooper, Bruce, Smith, Dunaway, Buxton                          | 0:55  |
| 5. | Blue Turk               | Alice Cooper, Bruce                                                  | 5:29  |

Face 2
| No | Titre                        | Auteur                                                                    | Durée |
| -- | ---------------------------- | ------------------------------------------------------------------------- | ----- |
| 6. | My Stars                     | Alice Cooper, Bob Ezrin                                                   | 5:46  |
| 7. | Public Animal # 9            | Alice Cooper, Bruce                                                       | 3:53  |
| 8. | Alma Mater                   | Smith                                                                     | 4:27  |
| 9. | Grande Finale (Instrumental) | Alice Cooper, Bruce, Smith, Dunaway, Buxton, Ezrin, Bernstein, Mack David | 4:26  |

## Musiciens

### Alice Cooper Group
- Alice Cooper - chant
- Michael Bruce - guitare rythmique, claviers
- Glen Buxton - guitare solo
- Dennis Dunaway - basse
- Neal Smith - batterie, percussions

### Musiciens additionnels
- Dick Wagner - guitare solo sur My Stars
- Bob Ezrin - claviers
- Rockin' Reggie Vincent - guitare, chœurs

## Classements & certifications
| Pays                         | Position | Durée du classement |
| ---------------------------- | -------- | ------------------- |
| Allemagne Single Top 100     | 3e       | 9 s.                |
| Australie (Go-Set Top20)     | 1er      | 25 s.               |
| Autriche (Ö3 Austria Top 40) | 8e       | 12 s.               |
| Canada (RPM Top albums)      | 1er      | 25 s.               |
| États-Unis (Billboard 200)   | 2e       | 32 s.               |
| Norvège (VG-lista)           | 8e       | 10 s.               |
| Royaume-Uni (OCC)            | 1er      | 12 s.               |

| Pays       | Ventes      | Certification | Date       |
| ---------- | ----------- | ------------- | ---------- |
| États-Unis | 500 000 +   | Or            | 10/07/1972 |
| États-Unis | 1 000 000 + | Platine       | 19/09/1990 |

### Charts Singles
| Année | Single       | Chart             | Durée du classement | Position |
| ----- | ------------ | ----------------- | ------------------- | -------- |
| 1972  | School's Out | Hot 100           | 13 semaines         | 7e       |
| 1972  | School's Out | UK Singles Chart  | 12 semaines         | 1er      |
| 1972  | School's Out | Single Top 100    | 28 semaines         | 5e       |
| 1972  | School's Out | (Go-Set Top40)    | 7 semaines          | 22e      |
| 1972  | School's Out | (W) Ultratop      | 5 semaines          | 34e      |
| 1972  | School's Out | RPM Top Singles   | 18 semaines         | 3e       |
| 1972  | School's Out | VG-lista          | 4 semaines          | 6e       |
| 1973  | School's Out | Ö3 Austria Top 40 | 4 semaines          | 12e      |
| 1973  | School's Out | Mega Top 50       | 7 semaines          | 9e       |